# Lygodactylus depressus
Espèce
Lygodactylus depressus est une espèce de geckos de la famille des Gekkonidae.

## Répartition
Cette espèce se rencontre au Cameroun, en Centrafrique, au Congo-Brazzaville et au Congo-Kinshasa.

## Publication originale
- Schmidt, 1919 : Contributions to the Herpetology of the Belgian Congo based on the Collection of the American Congo Expedition, 1909-1915. Part I: turtles, crocodiles, lizards, and chamaeleons. Bulletin of the American Museum of Natural History, vol. 39, n. 2, p. 385-624 (texte intégral).